# Westermannia superba
Westermannia superba is een vlinder uit de familie visstaartjes (Nolidae). De wetenschappelijke naam van deze soort is voor het eerst geldig gepubliceerd in 1823 door Hübner.
De soort komt voor in tropisch Afrika.